# 经线
经线也称子午线，和纬线一樣是人類為度量而假設出來的輔助線，定義為地球表面连接南北两极的大圆线上的半圆弧。任两根经线的长度相等，相交于南北两极点。每一根经线都有其相对应的数值，称为经度。经度表示东西方向的位置。
子午线命名的由来：「比如体视运动轨迹中，同一子午线上的各点该天体在上中天（午）与下中天（子）出现的时刻相同。」不同的经线具有不同的地方时。偏东的地方时要比较早，偏西的地方时要迟。

## 重要的经线
- 本初子午线
- 巴黎子午線
- 特內里費子午線
- 教皇子午線
- 180度经线
- 国际日期变更线
- 西经20度线

經線長度：
所有經線均等長約為2萬公里

## 參看
- 地理坐标系
- 经度
- 纬线
- 纬度